# 극장판 힐링굿♥프리큐어 꿈의 마을에서 큥!하고 GoGo! 대변신!!
극장판 힐링굿♥프리큐어 꿈의 마을에서 큥!하고 GoGo! 대변신!!은 2021년 3월 20일에 개봉한 애니메이션 영화이다.

## 개요
일본에서 방영 중인 힐링굿♡ 프리큐어의 단독 극장판이자 4·5번째 작품인 Yes! 프리큐어5/GoGo!와의 크로스오버 작품이다. 프리큐어 시리즈의 극장판으로는 통산 29번째, 크로스오버 작품으로는 14번째에 해당한다.
2020년 7월 10일에 본 작품이 2021년 개봉 예정이라는 소식이 발표되었고 10월 30일에 제목이 공개되었다.
본작에서는 힐링굿♡ 프리큐어의 큐어 어스가 극장판에서 첫 등장하며, Yes! 프리큐어5 GoGo!의 멤버 6명도 등장한다. 이 작품의 멤버가 대사가 있는 상태로 등장하는 것은 2018년 10월 27일에 개봉한 "극장판 허긋토 프리큐어♡두 사람은 프리큐어 올스타즈 메모리즈" 이후로 2년만이다.

## 등장인물

### 힐링굿♡ 프리큐어
프리큐어
하나데라 노도카/큐어 그레이스(일본어: 花寺 のどか / キュアグレース)
성우 - 유우키 아오이
사와이즈미 치유/큐어 퐁텐(일본어: 沢泉 ちゆ / キュアフォンテーヌ)
성우 - 요리타 나츠
히라미츠 히나타/큐어 스파클(일본어: 平光 ひなた / キュアスパークル)
성우 - 코노 히요리
후우린 아스미/큐어 어스(일본어: 風鈴 アスミ / キュアアース)
성우 - 미모리 스즈코
힐링 가든
라비린(일본어: ラビリン)
성우 - 카쿠마 아이
페기땅(일본어: ペギタン)
성우 - 타케다 하나
냐토랑(일본어: ニャトラン)
성우 - 카나다 아키
라떼(일본어: ラテ)
성우 - 시라이시 하루카

### Yes! 프리큐어5/Yes! 프리큐어5 GoGo!
프리큐어
유메하라 노조미/큐어 드림(일본어: 夢原 のぞみ / キュアドリーム)
성우 - 산페이 유코
나츠키 린/큐어 루즈(일본어: 夏木 りん / キュアルージュ)
성우 - 타케우치 쥰코
카스가노 우라라/큐어 레모네이드(일본어: 春日野 うらら / キュアレモネード)
성우 - 이세 마리야
아키모토 코마치/큐어 민트(일본어: 秋元 こまち / キュアミント)
성우 - 나가노 아이
미나즈키 카렌/큐어 아쿠아(일본어: 水無月 かれん / キュアアクア)
성우 - 마에다 아이
미미노 쿠루미/밀키 로즈(일본어: 美々野 くるみ / ミルキィローズ)
성우 - 센다이 에리
파르미에 왕국
코코(일본어: ココ)
성우 - 쿠사오 타케시
너츠(일본어: ナッツ)
성우 - 이리노 미유

## 동시 방영
극장판 트로피컬 루즈! 프리큐어 쁘띠 뛰어들어라! 콜라보♡댄스 파티!는 2021년 3월 20일에 개봉한 단편 애니메이션 영화이다.

### 개요
본 극장판과 동시 상영되는 트로피컬 루즈! 프리큐어의 단편 영화 작품이다.

### 등장인물

#### 트로피컬 루즈! 프리큐어
나츠우미 마나츠/큐어 섬머(일본어: 夏海 まなつ / キュアサマー)
성우 - 파이루즈 아이
스즈무라 산고/큐어 코랄(일본어: 涼村 さんご / キュアコーラル)
성우 - 하나모리 유미리
이치노세 미노리/큐어 파파야(일본어: 一之瀬 みのり / キュアパパイア)
성우 - 이시카와 유이
타키자와 아스카/큐어 플라밍고(일본어: 滝沢 あすか / キュアフラミンゴ)
성우 - 세토 아사미
로라(일본어: ローラ)
성우 - 히다카 리나
쿠루룬(일본어: くるるん)
성우 - 타나카 아이미

#### 힐링굿♡ 프리큐어
하나데라 노도카/큐어 그레이스(일본어: 花寺 のどか / キュアグレース)
성우 - 유우키 아오이
사와이즈미 치유/큐어 퐁텐(일본어: 沢泉 ちゆ / キュアフォンテーヌ)
히라미츠 히나타/큐어 스파클(일본어: 平光 ひなた / キュアスパークル)
후우린 아스미/큐어 어스(일본어: 風鈴 アスミ / キュアアース)

### 내용주
1. ↑  2019년 3월 16일에 개봉한 "극장판 프리큐어 미라클 유니버스"에서는 대사없이 등장하였다.

### 참조주
1. ↑  “「映画ヒープリ」来年3月に公開、「Yes！プリキュア5GoGo！」とタッグ”. 《コミックナタリー》. ナターシャ. 2020년 10월 30일. 2020년 10월 30일에 확인함.
2. 1 2  “「ヒープリ」全員集合の初映画は「Yes！プリキュア5GoGo！」とタッグ！ 2021年3月全国公開”. 《アニメ！アニメ！》. イード. 2020년 10월 30일. 2020년 10월 30일에 확인함.
3. 1 2  “「映画プリキュアミラクルリープ」10月公開、次回作「映画ヒープリ」の制作も決定”. 《コミックナタリー》. ナターシャ. 2020년 7월 10일. 2020년 10월 30일에 확인함.
4. 1 2 3 4 5 6 7 8 9 10 11 12 13 14 15 16 17  “映画『プリキュア』新作、来年3・20公開決定 ヒープリ×プリキュア5が夢の共闘”. 《ORICON NEWS》. オリコン. 2020년 10월 30일. 2020년 10월 30일에 확인함.